# Rijksweg 200
De N200 / A200 is een Nederlandse wegroute, die - althans wat betreft hectometrering - loopt van de ringweg A10 van Amsterdam via Haarlem naar Zandvoort, deels als rijks-, deels als provinciale en deels als gemeenteweg. De weg is deels autosnelweg, deels autoweg en deels gebiedsontsluitingsweg.

## N200 (west)
De N200 begint bij de komgrens van Zandvoort en loopt als provinciale weg langs de Noordzee en de badplaats Bloemendaal aan Zee naar Overveen als standaard tweestrooksweg.
Het gedeelte van Bloemendaal aan Zee naar Overveen staat bekend als de Zeeweg en is uitgevoerd als 2x2-strooksweg. De Zeeweg werd geopend op 25 juni 1921 naar een ontwerp van landschapsarchitect Leonard Springer en is weleens "Europa's oudste autostrada" genoemd. Destijds waren er nog plannen om ook een tram over dit tracé te laten lopen, maar vlak na de aanleg heeft men dit plan laten varen.
In de bebouwde kom van Overveen en Haarlem loopt de weg verder als gemeentelijke weg, hier zijn de wegbeheerders de gemeentes Bloemendaal en Haarlem. De N200 kruist de N208 zonder aansluiting in Overveen en in de bebouwde kom van Haarlem loopt het tracé verder langs de spoorbaan en het station van Haarlem. Voor de passage langs het station zijn al vele plannen geweest, maar anno 2020 is er nog weinig veranderd. Daarna wordt de Prinsenbrug bereikt (passage van het Spaarne), die een knelpunt in de Haarlemse infrastructuur vormt.
De N200 loopt vervolgens verder over de Oudeweg. Tot en met 2015 liep de N200 over de Amsterdamsevaart, die in de jaren 1970 is gedempt om het autoverkeer ruim baan te geven. Op dit tracé reed tot 1957 ook de Blauwe Tram tussen Amsterdam en Zandvoort.
In mei 2012 werd een fly-over-viaduct opgeleverd en in gebruik genomen bij het station Haarlem Spaarnwoude, waarmee de A200 direct aangesloten is op de nieuwe toegangsweg naar het bedrijventerrein de Waarderpolder, de Oostweg van Haarlem genoemd.

## A200

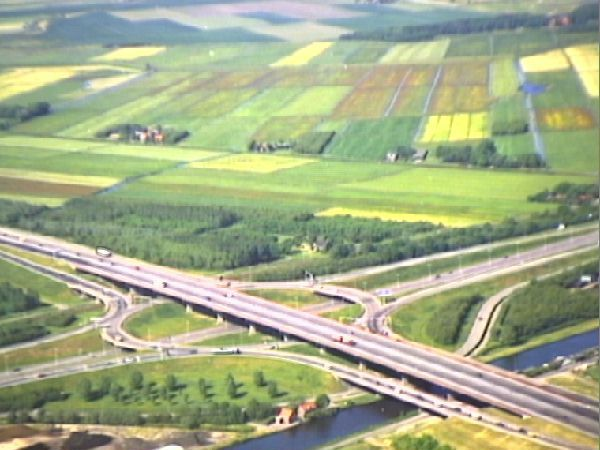
Kruising met de A9, Rottepolderplein, 1990

De autosnelweg A200 is een deel van de verbindingsroute tussen Haarlem en Amsterdam. De snelweg ligt tussen Haarlem en Halfweg, met halverwege het knooppunt Rottepolderplein (de A200 gaat onder de A9 door). De A200 is in tegenstelling van wat het nummer doet vermoeden een rijksweg.
Deze weg was eerder genummerd als de A5 en N5. Rond 1993 is de A5 omgenummerd naar A200. De weg is tussen Haarlem en Amsterdam echter niet overgedragen aan de provincie Noord-Holland. Hiermee is het nummer A5 vrijgekomen voor de in 2003 geopende snelweg tussen de A4 bij Hoofddorp en de A10 bij knooppunt Coenplein.
De A200 was oorspronkelijk enkele honderden meters langer en begon in Haarlem op de kruising met de Prins Bernhardlaan. Door de aanleg van een gelijkvloerse kruising ter hoogte van het station Haarlem Spaarnwoude begint de snelweg wat oostelijker.

## N200 (oost)

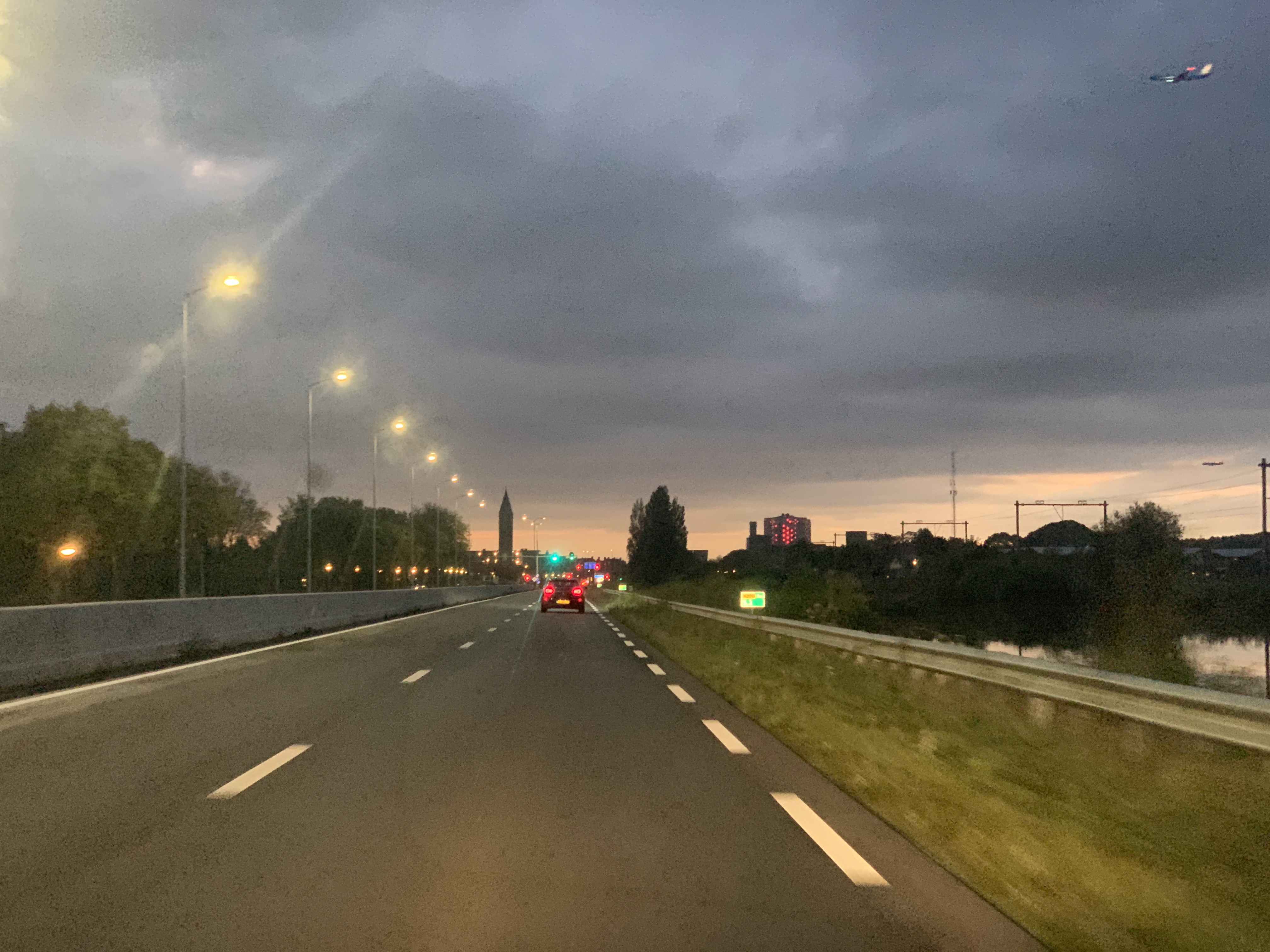
De N200 richting Halfweg met de toren van de Grote Kerk in het verschiet.

In Halfweg ligt de N200 binnen de bebouwde kom en geldt een maximumsnelheid van 50 km/uur. Deze wordt door veel automobilisten genegeerd: in januari 2005 reed tijdens een controle 42 % van de gecontroleerde voertuigen te snel. Dit gedeelte is in 2006 aangepast, om het geheel wat vriendelijker te laten ogen, en daarbij is tevens van de mogelijkheid gebruikgemaakt om een extra verkeerslicht te plaatsen aan de oostkant van Halfweg, waardoor de dagelijkse files nog meer zijn toegenomen. Ook aan de westkant van Halfweg zijn er verkeerslichten aangelegd ter hoogte van station Halfweg-Zwanenburg en evenemententerrein SugarCity.
Tussen Halfweg en Amsterdam, waar de weg overgaat van de N200 in de s103/s104, is het geen autosnelweg maar autoweg met gescheiden rijbanen. Van Halfweg tot de bebouwde kom van Amsterdam is de snelheid in 2020 verlaagd naar 80 km/h. In Amsterdam is er een gelijkvloerse kruising bij gekomen: de aansluiting met de Australiëhavenweg is rond 2000 gelijkvloers gemaakt en het viaduct is afgebroken om plaats te maken voor woningbouw (dit viaduct had onderdeel moeten gaan uitmaken van een nooit aangelegde westelijke stadsautoweg vanaf dit punt naar de A4). In de bebouwde kom geldt er een maximumsnelheid van 50 km/h. Hier is dan uiteindelijk de A10 bereikt.